# Potsdamski edikt
Potsdamski edikt je izdal Friderik Viljem, Veliki volilni knez v Potsdamu 29. oktobra 1685 kot odgovor na preklic nantskega edikta iz 1598.
Oktobra 1685 je francoski kralj Ludvik XIV. preklical nantski edikt. Preganjanje in siljenje k spreobrnitvi v katoliško vero je v naslednjih dveh desetletjih pregnalo iz Francije več kot 200.000 hugenotov.
Potsdanski edikt nudi izseljenim hugenotom domicil v deželi Brandenburg, jih za deset let oprašča  plačevanja davkov in jim dovoljuje bogoslužje v francoskem jeziku.